# O que Deus Fez por Mim
O Que Deus Fez Por Mim é o décimo sexto álbum de estúdio da dupla Rayssa & Ravel, lançado em dezembro de 2013 pela gravadora MK Music.
Produzido por Rogério Vieira, também responsável por ter trabalhado com a dupla no álbum Como Você Nunca Viu (2008), o disco foi conduzido por influências de música pop e também do pentecostal e se afastou do sertanejo presente nos três discos antecessores.[carece de fontes?] Como single, a dupla liberou "O que Deus Fez por Mim" nas plataformas digitais.

## Antecedentes
Ao não renovar contrato artístico com a gravadora MK Music após lançar Apaixonando Você Outra Vez (2009), Rayssa & Ravel teve uma passagem por várias gravadoras. A primeira delas foi a Sony Music Brasil, pela qual lançaram Sonhos de Deus (2010). O contrato, no entanto, foi reinscindido com a Sony e a dupla decidiu seguir de forma independente. Mais tarde, os músicos assinaram com a CanZion Brasil, na qual permaneceram até meados de 2012/2013, quando a gravadora foi comparada por Thalles Roberto e transformada em Dos3Music.
Desta forma, em 2013, a dupla retornou a lançar discos pela gravadora MK Music.

## Gravação
O que Deus Fez por Mim foi produzido por Rogério Vieira, que já tinha trabalhado com a dupla no álbum Mais que Vencedores (2006).

## Lançamento e recepção
| Críticas profissionais | Críticas profissionais |
| Avaliações da crítica  | Avaliações da crítica  |
| Fonte                  | Avaliação              |
| ---------------------- | ---------------------- |
| Super Gospel           | [ 8 ]                  |

O que Deus Fez por Mim foi lançado pela gravadora MK Music em dezembro de 2013 e recebeu avaliações favoráveis. Em crítica com cotação de 3 estrelas de 5 no Super Gospel, foi considerado que o projeto consegue incorporar melhor as influências pentecostais dentro da sonoridade sertaneja da dupla em comparação a outros projetos no período em que o gênero era uma "febre" no meio evangélico. O texto também afirma que "há de se destacar o efeito que Sonhos de Deus teve para a concepção musical da dupla".

## Faixas
| N.º            | Título                   | Compositor(es)                                              | Duração |  |
| 1.             | "O que Deus Fez por Mim" | Samuel Santos                                               | 4:43    |  |
| 2.             | "Carimbo da Vitória"     | Léa Mendonça, Dione Freire, Júnior Maciel e Josias Teixeira | 5:05    |  |
| 3.             | "O Grande"               | Samuel Mariano                                              | 4:09    |  |
| 4.             | "Implacável"             | Cláudio Louvor                                              | 3:50    |  |
| 5.             | "O Fogo Pega"            | Carlos de Oliveira                                          | 3:35    |  |
| 6.             | "A Arca da Aliança"      | Samuel Santos                                               | 4:51    |  |
| 7.             | "Prova de Amor"          | Rayssa e Ravel                                              | 4:44    |  |
| 8.             | "Ele Me Viu"             | Samuel Mariano                                              | 4:45    |  |
| 9.             | "Vaso de Honra"          | Marcos e Matteus                                            | 3:30    |  |
| 10.            | "Deus Está no Controle"  | Rayssa e Ravel                                              | 4:49    |  |
| Duração total: | Duração total:           | Duração total:                                              | 44:30   |  |

## Ficha técnica
Rayssa & Ravel
- Rayssa – vocais
- Ravel – vocais

Músicos convidados
- Rogério Vieira – produção musical, arranjos, piano, teclado, violinos e loops
- Sérgio Knust – violão, guitarra e bandolim
- Max Júnior – cavaquinho, banjo e percussão
- Charles Martins – baixo
- Leonardo Reis – bateria
- Zé Leal – percussão
- Eron Lima – acordeon
- Betânia Lima – vocal de apoio
- Rafael Black – vocal de apoio
- Adiel Ferr – vocal de apoio
- Josy Bonfim – vocal de apoio
- Fael Magalhães – vocal de apoio

Equipe técnica
- Edinho Cruz – engenharia de som e mixagem
- Luciano Vassão – masterização

Projeto gráfico
- Ronaldo Rufino – fotografias
- MK Music – design